# Idiodes albilinea
Idiodes albilinea is een vlinder uit de familie spanners (Geometridae). De wetenschappelijke naam van deze soort is voor het eerst geldig gepubliceerd in 1907 door Thierry-Mieg.
De soort komt voor in tropisch Afrika.